# Tutajew
Tutajew (ros. Тута́ев) – miasto w Rosji, w obwodzie jarosławskim. W 2002 roku liczyło 42 644 mieszkańców.